# Gunn-Rita Dahle
Gunn-Rita Dahle Flesjå (Stavanger, 10 febbraio 1973) è una mountain biker e ciclista su strada norvegese, vincitrice della medaglia d'oro nel cross country ai Giochi olimpici di Atene 2004 e di otto titoli mondiali tra cross country e marathon. È stata campionessa del mondo di marathon bike 2015 (Selva di Val Gardena).

## Carriera
Ad inizio 2007 un virus l'ha fermata, costringendola ad un periodo di riposto forzato che ne ha compromesso la partecipazione alla coppa del mondo e ai mondiali. Dal 2007 una competizione porta il suo nome, la Gunn Rita Marathon - GF del Montello, che si svolge a Montebelluna, in provincia di Treviso.

## Palmarès

### Strada
- 1998

12ª tappa Grande Boucle
- 1999

4ª tappa Thüringen Rundfahrt

### MTB
- 1996

9ª prova Coppa del mondo, Cross country (Kristiansand)
10ª prova Coppa del mondo, Cross country (Hawaii)
Cross country di Belfeld
Brinta Beach Classic
1ª tappa Tour de France VTT
2ª tappa Tour de France VTT
3ª tappa Tour de France VTT
4ª tappa Tour de France VTT
5ª tappa Tour de France VTT
6ª tappa Tour de France VTT
7ª tappa Tour de France VTT
8ª tappa Tour de France VTT
Classifica generale Tour de France VTT
- 1997

1ª tappa Sea Otter Classic
2ª tappa Sea Otter Classic
3ª tappa Sea Otter Classic
Classifica generale Sea Otter Classic
Gieten - Hondsrug Classic
Cross country di Rhenen
- 1998

4ª prova Coppa del mondo, Cross country (Sankt Wendel)
8ª prova Coppa del mondo, Cross country (Bromont)
- 1999

7ª prova Coppa del mondo, Cross country (Canmore)
- 2001

Campionati norvegesi, Cross country
- 2002

Campionati del mondo, Cross country (Kaprun)
Campionati europei, Cross country
- 2003

1ª prova Coppa del mondo, Cross country (Sankt Wendel)
2ª prova Coppa del mondo, Cross country (Fort William)
3ª prova Coppa del mondo, Cross country (Mont-Sainte-Anne)
4ª prova Coppa del mondo, Cross country (Grouse Mountain)
5ª prova Coppa del mondo, Cross country (Kaprun)
Classifica finale Coppa del mondo, Cross country
Campionati europei, Cross country
Cross country di Bad Wildbad
- 2004

Giochi della XXVIII Olimpiade, Cross country (Atene)
Campionati del mondo, Cross country (Les Gets)
Campionati del mondo (Bad Goisern)
1ª prova Coppa del mondo, Cross country (Madrid)
2ª prova Coppa del mondo, Cross country (Houffalize)
3ª prova Coppa del mondo, Cross country (Fort William)
5ª prova Coppa del mondo, Cross country (Mont-Sainte-Anne)
6ª prova Coppa del mondo, Cross country (Calgary)
7ª prova Coppa del mondo, Cross country (Livigno)
Classifica finale Coppa del mondo, Cross country
Campionati europei, Cross country
Campionati norvegesi, Cross country
- 2005

Campionati del mondo, Cross country (Livigno)
Campionati del mondo (Lillehammer)
2ª prova Coppa del mondo, Cross country (Madrid)
3ª prova Coppa del mondo, Cross country (Houffalize)
4ª prova Coppa del mondo, Cross country (Willingen)
6ª prova Coppa del mondo, Cross country (Balneário Camboriú)
7ª prova Coppa del mondo, Cross country (Angel Fire Resort)
8ª prova Coppa del mondo, Cross country (Fort William)
Classifica finale Coppa del mondo, Cross country
Campionati europei, Cross country
Campionati norvegesi, Cross country
- 2006

Campionati del mondo, Cross country (Rotorua)
Campionati del mondo (Oisans)
1ª prova Coppa del mondo, Cross country (Curaçao)
2ª prova Coppa del mondo, Cross country (Madrid)
3ª prova Coppa del mondo, Cross country (Spa-Francorchamps)
Classifica finale Coppa del mondo, Cross country
Campionati europei, Marathon
- 2008

Campionati del mondo (Villabassa)
3ª prova Coppa del mondo, Cross country (Madrid)
- 2009

Campionati norvegesi, Cross country
Campionati europei, Marathon
- 2011

Campionati norvegesi, Cross country
Campionati europei, Cross country
- 2012

Campionati europei, Cross country
4ª prova Coppa del mondo, Cross country (La Bresse)
7ª prova Coppa del mondo, Cross country (Val d'Isère)
- 2015

3ª prova Coppa del mondo, Cross country (Lenzerheide)
- 2018

Coppa del mondo, Vincitrice Cross country (Andorra)

## Piazzamenti

### Competizioni mondiali
- Coppa del mondo di mountain bike

1996 - Cross country: 2ª
1998 - Cross country: 4ª
1999 - Cross country: 2ª
2000 - Cross country: 72ª
2001 - Cross country: 29ª
2002 - Cross country: 11ª
2003 - Cross country: vincitrice
2004 - Cross country: vincitrice
2005 - Cross country: vincitrice
2006 - Cross country: vincitrice
2010 - Cross country: 45ª
- Coppa del mondo su strada

1999: 8ª
- Campionati del mondo di mountain bike

Cairns 1996 - Cross country: 10ª
Château-d'Œx 1997 - Cross country: 8ª
Mont-Sainte-Anne 1998 - Cross country: 2ª
Åre 1999 - Cross country: ritirata
Kaprun 2002 - Cross country: vincitrice
Lugano 2003 - Cross country: 23º
Les Gets 2004 - Cross country: vincitrice
Livigno 2005 - Cross country: vincitrice
Rotorua 2006 - Cross country: vincitrice
Val di Sole 2008 - Cross country: 7ª
Mont-Sainte-Anne 2010 - Cross country: 18ª
Champéry 2011 - Cross country: 6ª
Saalfelden 2012 - Cross country: 2ª
- Campionati del mondo marathon

Bad Goisern 2004: vincitrice
Lillehammer 2005: vincitrice
Oisans 2006: vincitrice
Villabassa 2008: vincitrice
St. Wendel 2010: 6ª
Montebelluna 2011: 7ª
Ornans 2012: 2ª
Selva di Val Gardena 2015:vincitrice
- Campionati del mondo su strada

Valkenburg 1998 - In linea: 8ª
- Giochi olimpici

Atlanta 1996 - Cross country: 4ª
Atene 2004 - Cross country: vincitrice
Pechino 2008 - Cross country: ritirata
Londra 2012 - Cross country: ritirata

## Riconoscimenti
- Premio Onorario Porsgrunds nel 2002
- Premio per la resistenza al Galà dello Sport nel 2003 e 2004
- Ciclista dell'anno per l'Associazione Veterani del Ciclismo nel 2004
- Medaglia d'oro Aftenposten nel 2004
- Atleta norvegese dell'anno al Galà dello Sport nel 2004
- Atleta femminile dell'anno al Galà dello Sport nel 2007
- Targa d'Oro dell'Associazione ciclistica norvegese nel 2010[2]